# Ньюпорт (Небраска)
Ньюпорт (англ. Newport) — деревня в округе Рок (штат Небраска, США) с населением в 98 человек по статистическим данным переписи 2000 года.

## География
По данным Бюро переписи населения США  Ньюпорт имеет общую площадь в 0,78 квадратных километров, водных ресурсов в черте населённого пункта не имеется.
Ньюпорт расположен на высоте 681 метр над уровнем моря.

## Демография
По данным переписи населения 2000 года в Ньюпорте проживало 98 человек, 30 семей, насчитывалось 45 домашних хозяйств и 58 жилых домов. Средняя плотность населения составляла около 120,5 человек на один квадратный километр. Расовый состав Ньюпорта по данным переписи распределился следующим образом: 98,98 % белых, 1,02 % — коренных американцев. Испаноговорящие составили 2,04 % от всех жителей.
Из 45 домашних хозяйств в 33,3 % — воспитывали детей в возрасте до 18 лет, 42,2 % представляли собой совместно проживающие супружеские пары, в 17,8 % семей женщины проживали без мужей, 33,3 % не имели семей. 28,9 % от общего числа семей на момент переписи жили самостоятельно, при этом 13,3 % составили одинокие пожилые люди в возрасте 65 лет и старше. Средний размер домашнего хозяйства составил 2,18 человек, а средний размер семьи — 2,67 человек.
Население по возрастному диапазону по данным переписи 2000 года распределилось следующим образом: 25,5 % — жители младше 18 лет, 3,1 % — между 18 и 24 годами, 25,5 % — от 25 до 44 лет, 28,6 % — от 45 до 64 лет и 17,3 % — в возрасте 65 лет и старше. Средний возраст жителей составил 42 года. На каждые 100 женщин в Ньюпорте приходилось 84,9 мужчин, при этом на каждые сто женщин 18 лет и старше приходилось 78 мужчин также старше 18 лет.
Средний доход на одно домашнее хозяйство в составил 28 750 долларов США, а средний доход на одну семью — 38 750 долларов. При этом мужчины имели средний доход в 24 063 доллара США в год против 20 313 долларов среднегодового дохода у женщин. Доход на душу населения составил 15 785 долларов в год.